# Pro Ludo
Pro Ludo ist ein deutscher Spieleverlag und -vertrieb.

## Geschichte
Er wurde 1996 in Konstanz von Inhaber Uwe Walentin gegründet. Am 1. September 2006 firmiert das Privatunternehmen zur Pro Ludo GmbH. 2008 gab Gründer Uwe Walentin die Geschäftsleitung ab. Die Pro Ludo GmbH wurde zum Tochterunternehmen der Asmodee GmbH und übernahm auch deren Namen. Bekannt wurde Pro Ludo vor allem durch den Vertrieb der Spiele Die Werwölfe von Düsterwald (Lui-Même) und Zug um Zug (Days of Wonder), welches 2004 den Preis Spiel des Jahres gewann.

## Spieleauswahl
2003Die Werwölfe von Düsterwald (Philippe des Phalliéres, Hervé Marly)
2004Der Ausreisser (Pierre Jacquot)
Hispaniola (Michael Schacht)
Keythedral (Richard Breese)
Schotten-Totten (Reiner Knizia)
2005Dungeon Twister (Christophe Bölinger)
Time’s up! (Peter Sarrett)
2006Ave Caesar (Wolfgang Riedesser)
Ostia (Stefan Risthaus)
Spiel der Türme (Rudi Hoffmann)
Tempus (Martin Wallace)
2007Die Fürsten von Florenz (Wolfgang Kramer, Jens Christopher Ulrich)
Flinke Feger (Bruno Cathala, Serge Laget)
Kaleidoscope Classic (Dr. Mark Thornton Wood, Francis Henri Dyksterhuis)
Kalter Krieg – CIA vs. KGB (David Rakoto, Sebastian Gigaudaut)
Legenden von Camelot (Andrew Parks)
Wikinger – Die vergessenen Eroberer (Ragner Brothers)